# 樽見鉄道オハフ800形客車
樽見鉄道オハフ800形客車 （たるみてつどうオハフ800がたきゃくしゃ）は、四国旅客鉄道（JR四国）オハフ50形客車3両を譲受し、1990年（平成2年）から1994年（平成6年）まで使用された樽見鉄道の客車である。

## 概要
1984年（昭和59年）10月に国鉄樽見線を第三セクターに転換して開業した樽見鉄道が、1989年（平成元年）3月の延伸開業に際し、沿線の薄墨桜見物輸送用としてJR四国から3両を購入した。車体外部は連結して運用されるうすずみ1形と一体感を持たせたシルバーグレーを基調とし、窓下を青とした。東海旅客鉄道（JR東海）から購入したオハ2000形・スハフ2200形に代替され、1994年（平成6年）に1両、1995年（平成7年）に2両が廃車され、形式消滅した。

## 車体
国鉄、JR時代と車体には外部塗装を除いて変化がない。国鉄一般形客車として初めて客用扉を自動式開き戸とした車両であり、扉開閉操作の便をはかるため20 m級車体の両端に乗務員扉と車掌用スペースが設けられた。乗務員扉の内側に1,000 mm幅の客用扉を備え、扉間には上段下降、下段上昇の窓8組と、戸袋窓2枚が設けられた。屋根高さは屋根上に冷房装置を搭載することを考慮し、従来の客車より低くなっている。妻面には連結作業の容易化のため後退角が設けられ、監視用窓も設置された。
車内は両側の戸袋部と開閉窓1枚分がロングシートとなったが、それ以外は4人掛けボックスシートで、12組が設けられた。トイレが1箇所に設けられたが、スハ43系や10系とは異なり、出入台より客室寄りとなっている。トイレの扉は出入台に設けられ、洗面所はトイレに併設された手洗器で代用された。出入台が設けられ、出入台と客室の間には仕切り扉が設けられた。トイレの無い側の仕切り扉は乗降の容易化のため両開き、トイレのある側は片開きである。
樽見鉄道ではうすずみ1形と連結して運用されたため、外装はシルバーグレーを基調とし、窓下が青く塗装された。

## 走行装置

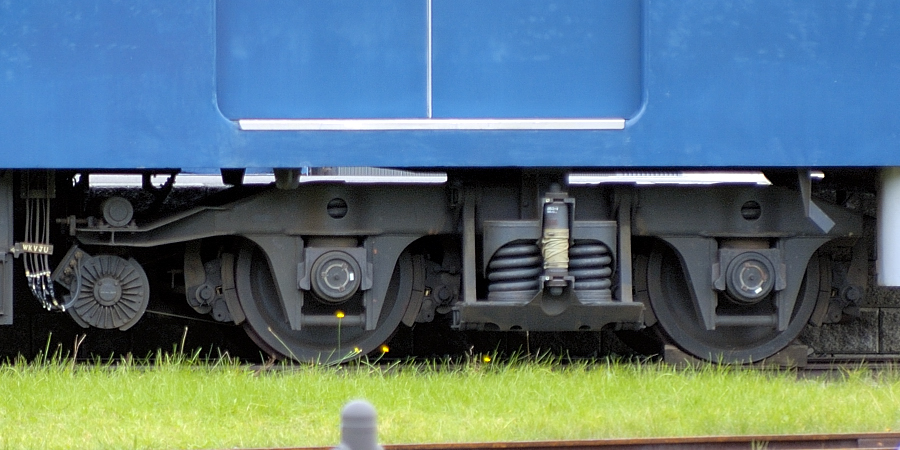
マニ30用のTR230B形台車
TR230と基本構造は同一

台車は、大径心皿式、外吊り式2連コイルばねを枕ばねに、軸ばね式ペデスタル型軸箱支持のTR230が採用されている。制動装置は12系客車などと同じCLブレーキ装置で、1台車に2個ブレーキシリンダを設けた両抱き式とされた。

## 車歴
| 形式      | 車両番号 | 製造      | 製造所     | 国鉄番号     | JR廃車    | 樽見入籍  | 樽見廃車  |
| --------- | -------- | --------- | ---------- | ------------ | --------- | --------- | --------- |
| オハフ800 | 801      | 1978年8月 | 富士重工業 | オハフ50 100 | 1989年2月 | 1990年3月 | 1994年2月 |
| オハフ800 | 802      | 1981年1月 | 富士重工業 | オハフ50 167 | 1989年2月 | 1990年3月 | 1995年7月 |
| オハフ800 | 803      | 1981年1月 | 富士重工業 | オハフ50 169 | 1989年2月 | 1990年3月 | 1995年7月 |

## 運用
1990年（平成2年）の観桜シーズンからオハフ500形に代わってうすずみ1形と編成を組み観光列車「うすずみファンタジア」として運転された。オハフ800形の登場にあわせ、牽引機TDE102の塗装がオハフ800形に類似したものに変更されている。1994年（平成6年）4月に東海旅客鉄道（JR東海）から14系5両をオハ2000形・スハフ2200形として導入、1990年（平成2年）・1992年（平成4年）にJR東海12系客車を購入、改番したオハ1000形・スハフ1100形を「うすずみファンタジア」に転用したため、1994年（平成6年）3月にオハフ801が、1995年（平成7年）7月にオハフ802、803が廃車され、形式消滅した。

### 書籍
- 『国鉄車両一覧』ジェイティービー、1986年。ISBN 4533044468。

### 雑誌記事
- 『鉄道ピクトリアル』通巻448号「新車年鑑1985年版」（1985年5月・電気車研究会）
  - 樽見鉄道（株）運輸部次長兼機関区長 大橋 邦典「樽見鉄道 ハイモ180-100形・ハイモ180-200形」 pp. 98-99

- 『鉄道ピクトリアル』通巻515号「特集 台車」（1989年8月・電気車研究会）
  - 大幡 哲海「写真でみる台車あれこれ」 pp. 25-35

- 『鉄道ピクトリアル』通巻534号「新車年鑑1990年版」（1990年10月・電気車研究会）
  - 藤井 信夫・大幡 哲海・岸上 明彦「各社別車両情勢」 pp. 180-197
  - 「1990年度車両動向」 pp. 287-302

- 『鉄道ピクトリアル』通巻597号「新車年鑑1994年版」（1994年10月・電気車研究会）
  - 藤井信夫、大幡哲海、岸上明彦「各社別車両情勢」 pp. 80-95
  - 「1993年度車両動向」 pp. 167-189

- 『鉄道ピクトリアル』通巻597号「新車年鑑1996年版」（1996年10月・電気車研究会）
  - 藤井信夫、大幡哲海、岸上明彦「各社別車両情勢」 pp. 88-105
  - 「1995年度車両動向」 pp. 183-210

- 『鉄道ピクトリアル』通巻785号【特集】オハ50系（2007年2月・電気車研究会）
  - 藤田 吾郎「50系客車 形式集」 pp. 25-40
  - 岡田 誠一「50系客車のあゆみ」 pp. 41-53
  - 葛 英一・藤田 吾郎「50系客車 車歴表」 pp. 54-61
  - 「オハフ50形」 pp. 付図